# Culicoides saltaensis
Culicoides saltaensis är en tvåvingeart som beskrevs av Gustavo R. Spinelli 1991. Culicoides saltaensis ingår i släktet Culicoides och familjen svidknott. Inga underarter finns listade i Catalogue of Life.